# Fred Jacobson
Fred Jacobson (* 31. Januar 1922 in Tallinn; † 4. Februar 2013 in Hannover) war ein deutscher Zeichner, Grafiker und Maler.

## Leben
Fred Jacobson wurde am 31. Januar 1922 in der estnischen Hauptstadt Tallinn (ehemals Reval) geboren. Er wuchs dreisprachig auf (Deutsch, Russisch, Estnisch). 1939 machte Jacobson Alter von 17 Jahren sein Notabitur an der Revaler Deutschen Oberrealschule, dann musste die Familie, wie die meisten Deutsch-Balten, Tallinn verlassen und kam zunächst nach Posen/Warthegau.
Gerade 18 Jahre geworden, wurde Jacobson in die deutsche Wehrmacht eingezogen. Von 1940 bis 1945 kämpfte er als Frontsoldat in Russland. Die Grauen des Zweiten Weltkrieges spiegeln sich später in seinen Bildern. Gegen Kriegsende geriet er in Österreich in britische Kriegsgefangenschaft. Nach seiner Entlassung ging er im Alter von 23 Jahren zunächst ins fränkische Bad Staffelstein und bald darauf nach Hannover.
In Hannover absolvierte Jacobson von 1946 bis 1947 ein Volontariat als Werbegrafiker. Im Anschluss besuchte er bis 1949 die Werkkunstschule Hannover in der Klasse von Professor Erich Rhein. 1950 bis 1955 arbeitete er als Hausgrafiker bei der Hannoveraner Firma Machwitz Kaffee. Im Anschluss war er als freiberuflicher Gebrauchsgrafiker tätig. Von 1958 bis 1972 malte er unter anderem Kinogroßplakate und gestaltete Messestände.
Neben seiner festen beruflichen Tätigkeit bildete sich Jacobson künstlerisch weiter. 1952 lernte er den Maler Harald Schaub kennen. Dieser führte eine private Malschule in Hannover, in der Jacobson von 1952 bis 1957 Unterricht nahm. Schaub vermittelte ihm die Grundlagen des Malens und Zeichnens. Außerdem nahm Jacobson erneut Unterricht bei Erich Rhein, diesmal als Privatschüler, der ihn dazu ermutigte, mit verschiedenen Techniken und Materialien zu experimentieren. Rhein befürwortete, im Gegensatz zu Schaub, das Zufallsprinzip in der Kunst. Bei Rhein lernte Jacobson die Goslarer Malerin Friedel Jenny Konitzer kennen und machte sie mit Harald Schaub bekannt. Die drei Künstler verband eine lebenslange Freundschaft und sie stellten auch gemeinsam aus.
Von 1963 an gehörte Jacobson Berufsverband bildender Künstler (BBK) an. 1973 beendete er alle Auftragsarbeiten und arbeitete fortan als freier Künstler mit eigenem Atelier, vor allem in Hannover. Studienreisen führten ihn durch ganz Europa. Auf seinen Reisen entstanden zahlreiche Landschaftsdarstellungen.
Fred Jacobson starb am 4. Februar 2013 in Hannover.

## Werk
Das freie Werk Jacobsons umfasst rund 1300 Arbeiten und besteht vor allem aus Zeichnungen, Monotypien, Aquarellen, Batiken und Gemälden. Jacobson arbeitete figurativ, seine Themen waren Mensch, Natur und Technik. Als Materialien benutzte er vor allem Kreide, Tusche, Bleistift und Öl. Von seinen Auftragsarbeiten als Gebrauchsgrafiker ist nur wenig erhalten.
Motivisch verarbeitete Jacobson in den 1960er Jahren in technisch ausgefeilten Monotypien seine traumatischen Kriegserlebnisse durch Darstellung geschundener Körper oder zuckender Figuren in Totentanz ähnlichen Reigen. In dieser Zeit experimentierte er auch mit der Technik der Batik. Daneben entstanden auf seinen Studienreisen stille, menschenleere Landschaften (z. B. aus Irland) oder auch Stadtansichten, die durch ihre durchgehende Linienführung beeindrucken.
Jacobson arbeitete in der freien Natur vor dem Modell. Er fertigte klare, reduzierte Kreidebilder, zarte, detaillierte Federzeichnungen bis hin zu der Darstellung von Weidenbäumen, die geradezu als „Baumporträts“ bezeichnet werden können. In den 1970er Jahren malte Jacobson so genannte „Schrottbilder“, in denen die Darstellung verbogener oder verrosteter Metalle den Umgang der Menschen mit als überflüssig erachteten Dingen symbolisiert. Frauenakte waren ein weiteres großes Thema im Werk Jacobsons, das sein gesamtes Schaffen durchzog.
Der Stil Jacobsons war anfangs stark geprägt von seinen beiden Lehrern Schaub und Rhein. Schaub hatte ihn gelehrt, vom Gegenstand ausgehend (Arbeiten nach Modell) zu abstrahieren und die Darstellung auf das Elementare zu reduzieren. Im Unterricht durfte nicht korrigiert, sondern musste gegebenenfalls neu begonnen werden. Immer wieder ging es um Präzision und die Konzentration auf das Wesentliche. Dies führte bei Jacobson zu einer sicheren, raschen Strichführung, die charakteristisch für seine Arbeiten werden sollte. Der Unterricht bei Rhein dagegen, das Experimentieren mit verschiedenen Materialien sowie druckgrafischen Methoden hatte Jacobson zu mehr Eigenständigkeit ermutigt. Dadurch fand er zu einem eigenen, unverwechselbaren Stil. Seine Batik-Bilder stießen auf Ausstellungen auf positive Resonanz.
Fred Jacobson bezeichnete sich selbst vor allem als Zeichner, seine Arbeiten als „autonome Zeichnungen“. „Die Zeichnung diente ihm als Chiffre für Gesehenes, Erlebtes oder Gefühltes. Seine klare, kräftige Zeichen-Schrift: linear, hell-dunkel-flächig, schraffiert“, ist unverwechselbar.
Ein Großteil des Lebenswerkes von Fred Jacobson befindet sich heute in einer Privatsammlung bei Hannover sowie verstreut in anderweitigem Privatbesitz. 2013 erhielt er bei der Ausstellung „Hommage an Heinrich Vogeler“ im Künstlerdorf Worpswede den Publikumspreis. Im Jahr 2014 wird ihm der Kunstverein Worpswede e. V. eine Einzelausstellung widmen.

## Ausstellungen (Auswahl)
- Münster, Galerie Clasing 1967, 1968, 1971
- Salzgitter, Kunstverein (zusammen mit Friedel Jenny Konitzer) 1969
- Steinhude Freizeitzentrum: Die Drei (Harald Schaub, Friedel Jenny Konitzer, Fred Jacobson) 1972
- Bissendorf, Galerie Werkhof Bissendorf 1973, 1976
- Hannover, Oberfinanzdirektion Niedersachsen, Fred Jacobson. Zeichnung – Malung 2001
- Neustadt am Rübenberge, ALTREWA Sammlung, Zeichnungen aus sechs Jahrzehnten 2007
- Neustadt am Rübenberge, Galerie B³ für zeitgenössische Kunst im Leinepark: „Landschafts(t)räume, Ansichten aus dem 20. und 21. Jahrhundert“ (Gemeinschaftsausstellung, u. a. mit Arbeiten von Harald Schaub, Friedel Jenny Konitzer, Bernd Otto Schiffering, Paul Smalian) 2009
- Künstlerdorf Worpswede, Ausstellung Hommage an Heinrich Vogeler 2013